# Expedição (armazém)
A expedição é uma atividade de armazém que verifica se a mercadoria foi devidamente embalada e inclui as seguintes tarefas.
- Verificar se aquilo que o cliente pediu está pronto para ser expedido;
- Preparar os documentos da remessa (informação relativa aos artigos embalados, local para onde vão ser enviados);
- Pesagem, para determinar os custos de envio da mercadoria;
- Juntar as encomendas por operador logístico (transportadora);
- Carregar os caminhões (tarefa muitas vezes realizada pelo transportador )

## Atividade de expedição
Podem ocorrer problemas no planejamento da expedição de materiais do armazém, se as transportadoras logísticas que intervêm nesta atividade não forem devidamente escolhidas. A posição das transportadoras e as suas características, são fatores importantes que influenciam a expedição, de tal modo que as transportadoras são vistas como parte integrante do armazém. Consequentemente, todas as tarefas da transportadora são incluídas no planeamento da expedição. A atividade de expedição começa e acaba quando a transportadora passa a linha da propriedade do armazém.
As atividades necessárias para a expedição são:
- Agregar e embalar a encomenda;
- Ordenar e verificar a encomenda;
- Comparar a guia de remessa com a encomenda;
- Posicionar e fixar a dockboard;
- Carregar o veículo;
- entregar documentação necessária ao motorista;
- Despachar o veículo.

Os requisitos do armazém para a expedição são:
- Área suficiente para ordenar as encomendas;
- Escritório para guarda informações sobre os artigos expedidos e encomendas dos clientes;
- Área suficiente para estacionamento e manobra dos veículos;
- Existência de dockboards para facilitar o carregamento dos veículos.

Algumas características importantes do armazém para a expedição:
- Fluxo de materiais linear entre os veículos, zona de ordenação de mercadoria e áreas de armazenagem;
- Fluxo contínuo sem paragens (congestionamentos) excessivos;
- Uma área concentrada de operações, que minimize a movimentação de materiais e aumente a eficiência da supervisão;
- Movimentação eficiente de materiais;

## Princípios da expedição
Muitos dos princípios que se aplicam na recepção também podem ser aplicados na expedição, mas no sentido contrário (na recepção os produtos entram no armazém e na expedição os produtos saem). Os seguintes princípios servem como guia da atividade de expedição por forma a dar-lhe uma maior dinâmica. Estes pretendem simplificar o fluxo de material para a expedição e garantir que através do mínimo trabalho os requisitos são satisfeitos. Os princípios da expedição são...
- Selecionar unidades de movimentação eficientes em termos de custo e espaço:
  - Para caixas soltas - paletes de madeira, de metal (têm, como características, a durabilidade e capacidade de carga), de plástico (têm, como características, a durabilidade, limpeza e a cor) e paletes que encaixam umas nas outras (têm, como características, a poupança de espaço, mas não são duráveis nem suportam objetos pesados).
  - Para artigos avulso - tabuleiros empilháveis ou rebatíveis e caixas de cartão. Os factores de selecção da opção mais apropriada incluem o impacto ambiental, custo inicial, ciclo de vida, limpeza e o nível de proteção do produto.
- Minimizar os estragos no produto
  - Agrupar e acondicionar artigos avulsos em caixas ou tabuleiros. Para além de existir um carga unitária para mover os materiais, o artigo deve ser acondicionado dentro da unidade de carga. Para os artigos soltos em caixas ou tabuleiros isso pode ser feito com esferovite, plásticos com bolhas, jornal e almofadas de ar.
  - Agrupar e acondicionar as caixas soltas em paletes. O processo mais popular é embrulhar as caixas na palete com tela plástica, mas também podem ser usadas cintas de várias qualidades.
  - Agrupar e acondicionar as paletes soltas nos camiões. O método mais comum são placas de espuma e madeira.
- Eliminar a preparação da expedição e carregar diretamente os caminhões. Tal como acontece na recepção a actividade da expedição que usa mais mão de obra e espaço é a preparação. Para facilitar a carga directa das paletes nos caminhões podem usar-se empilhadoras (manuais ou com mastro) para retirar as paletes do armazém e carregar os veículos evitando a preparação.
- Usar prateleiras para minimizar as necessidades de área necessárias para a preparação da expedição. Se for necessário preparar a carga, as necessidades de área podem ser minimizadas fazendo a preparação em prateleiras.
- Dar instruções aos condutores sobre os percursos dentro das instalações com o mínimo de burocracia e de tempo. Para melhor a gestão da expedição e dos condutores dos caminhões, podem ser fornecidos smart cards aos condutores e pontos de acesso on-line ao estado da encomenda e disponibilidade de acesso aos cais.

## Planejamento do espaço para a expedição
As tarefas necessárias para a determinação do espaço necessário para a expedição são (Tompkins et al., 1996, p. 402-407):
- Determinar o que é que é expedido. Informações sobre o quê, quando e quanto vai ser expedido podem ser obtidas a partir de relatórios de expedições anteriores (no caso de existirem), ou caso sejam expedições que nunca tenham tido lugar naquele armazém, são feitos estudos de mercado para obter informações sobre o número de carregamentos e de encomendas que vão ser expedidas. A partir destas informações escolhem-se as transportadoras de acordo com as especificações desejadas.
- Determinar o número e o tipo de docas. Se o número de saídas das transportadoras da doca seguir uma distribuição regular (Poisson) e se estas não variarem com o tempo, devem ser feitas análises para determinar o número e tipo de docas para serem utilizadas nesta atividade. Se o número de saídas da doca variar com a hora, dia da semana ou com o número de caminhões à espera, devem ser feitas simulações para esse cálculo.
- Determinar os requisitos de espaço dentro do armazém para a expedição. O espaço interior do armazém têm de ter em conta locais tais como:

1. Espaços de conveniência pessoal;
2. Escritórios;
3. Espaços para guardar equipamentos de manutenção e transporte de material para movimentação de cargas;
4. Locais para acondicionar dispositivos para coleta e tratamento do lixo;
5. Locais de descanso;
6. Espaço para guardar paletes e materiais para embalar.

## Tendências que visam a melhoria da expedição
Tendências que visam a melhoria da atividade de expedição (Mulcahy, 1994, p. 4.2):
- Política Just in time;
- Computadores, códigos de barra e GPS;
- Novos equipamentos para descarregar e carregar;
- Acompanhamento dos materiais expedidos